# Nona et ses filles
Nona et ses filles est une série française en 9 épisodes créée par Valérie Donzelli et Clémence Madeleine-Perdrillat diffusée en décembre 2021 sur Arte,.

## Synopsis
Élisabeth Perrier, surnommée Nona, est une militante féministe, mère de triplées dont elle seule connaît le père. Parmi ses trois filles, Gaby est une sexologue célibataire, Manu est mariée, mère de cinq garçons et George, encore étudiante, vit chez sa mère, le temps de préparer sa thèse. Nona est responsable de l'association locale du planning familial.
Alors qu'elle est âgée de 70 ans, Nona apprend qu'elle est enceinte ! Cependant, une analyse génétique du fœtus révèle que l'enfant n'est pas le fils de son amant, le professeur André Breton, par ailleurs directeur de thèse de George. Pour assister leur mère, toutes les filles s'installent chez elle, accompagnées des garçons de Manu. Puis Markus, sage-femme venu pour suivre la grossesse de Nona finit par s'installer dans l'appartement. De nombreuses femmes n'arrivant pas à avoir d'enfant considèrent la gravidité de Nona comme miraculeuse et veulent l'approcher.
C'est Manu, sans activité professionnelle, qui remplace provisoirement Nona au planning familial, délaissant son mari. George décide de changer de sujet de thèse pour une étude sur la maternité mystérieuse de sa mère, aidée par Antoine, chercheur sans ressources.

## Distribution
- Miou-Miou : Nona (Élisabeth Perrier)
- Valérie Donzelli : George
- Virginie Ledoyen : Manu (Emmanuelle)
- Clotilde Hesme : Gaby (Gabrielle)
- Michel Vuillermoz : André Breton, professeur
- Rüdiger Vogler : Truffe (Dr Marcel Trüffel), médecin de Nona
- Christopher Thompson : Emmanuel, mari de Manu
- Antoine Reinartz : Antoine Marchand, ami de George
- Barnaby Metschurat : Markus Paounoff, le sage-femme

## Fiche technique
- Réalisation : Valérie Donzelli
- Scénario : Valérie Donzelli et Clémence Madeleine-Perdrillat
- Producteur : Sidonie Dumas, Christophe Riandee (en), Arnaud de Crémier, Isabelle Degeorges, Alice Girard et Édouard Weil
- Musique : Philippe Jakko
- Décors : Gaëlle Usandivaras
- Distribution : Alexis Millet et Elsa Pharaon
- Photographie : Irina Lubtchansky
- Son : André Rigaut, Erwan Kerzanet
- Costumes : Élisabeth Méhu

## Accueil
Émilie Gavoille estime, dans Télérama, que la réalisatrice « dose avec justesse les effets de sa mise en scène, et signe une odyssée familiale et féminine aussi originale qu'émouvante » et d'après Thomas Sotinel dans Le Monde, « tisse un voile léger fait de fantaisie et d’émotion, sur lequel elle dessine très précisément des caractères auxquels une distribution irréprochable donne une vie aussi irréfutable que poétique. »